# 3C 58
3C 58은 카시오페이아자리 방향으로 지구에서 1만 광년 정도 떨어져 있는 초신성 잔해와 그 중심부의 펄사 PSR J0205+64(PSR J0205+6449)를 아울러 부르는 명칭이다. 이 펄사는 800살 정도로 우리 은하 내에서 지금까지 발견된 펄사들 중에서도 매우 젊고, 게 성운 펄사와는 많이 다른 모습을 보여준다.

## 물리적 특징
미국 항공우주국의 찬드라 엑스선 망원경은 2003년 4월 22일 ~ 26일 5일에 걸쳐 97시간 동안 3C 58을 관측한 결과 잔해 중심부에 있는 펄사 PSR J0205+64가 예상과는 달리 급격하게 차가워지고 있음을 발견했다. 이 펄사는 보통의 중성자별들과는 달리 표면 온도가 100만 켈빈이 안 되는 것으로 밝혀졌다. 하버드 스미소니언 천체물리학 연구소의 페트릭 슬레인은 이를 두고 "젊은 중성자별 치고는 '얼어 붙은 상태'나 마찬가지이다."라고 표현했다.
펄사가 식는 이유는 극도로 빽빽한 별 내부(티스푼 한 숟갈 무게가 10억 톤 이상임)에 있는 아원자 입자들과 중성자들이 서로 충돌하기 때문이다. 이 충돌로부터 중성미자가 발생하며 이들은 별을 탈출하면서 에너지도 함께 가져가 별의 온도를 내려가게 만든다.
펄사 주변으로는 도넛 모양의 구조가 둘리어 있으며, 구조물에 수직 방향으로 위아래로 제트가 뿜어져 나오는 구조를 보여주고 있다. 이는 중심부 펄사에서 매우 높은 에너지를 지닌 물질이 방출되고 있음을 나타내는 증거이다. 도넛 구조 바깥쪽으로 불규칙하게 엉켜 있는 실타래 모양의 고리 모양 구조가 형성되어 있으며 그 폭은 십여 광년 정도이다.

## 논란
3C 58을 1181년 폭발한 SN 1181의 흔적으로 보는 시각이 있으나, 가스가 퍼지는 속도가 느린 등 여러 증거에 따라 3C 58이 생겨난 시기는 지금으로부터 수천년 전으로, 1181년 폭발한 초신성과는 관계가 없다는 주장도 있다.

## 같이 보기
- RX J1856.5-3754

## 참고 문헌
1. 1 2 3 4 5  “SNR G130.7+03.1 -- SuperNova Remnant”. SIMBAD. 2009년 5월 17일에 확인함.
2. 1 2 3 4  “KISTI 『글로벌동향브리핑(GTB)』 2004-12-15”. 과학기술정보포털서비스. 2004년 12월 15일. 2009년 5월 17일에 확인함.
3. 1 2  “Pulsar Gives Insight on Ultra Dense Matter and Magnetic Fields”. NASA. 2004년 12월 14일. 2009년 5월 17일에 확인함.